# Famicom Modem
El Family Computer Network System (ファミリーコンピュータ ネットワークシステム Famirī Konpyūta Nettowāku Shisutemu?), también conocido como Famicom Net System o Famicom Modem, es un periférico de videojuegos para Nintendo's Family Computer, lanzado en septiembre de 1988 solo en Japón. Utiliza un formato basado en la tarjeta, que recuerda a la HuCard para el PC Engine de Hudson Soft y NEC o la Sega Card para el Master System. Permitió al usuario acceder a un servidor que ofrecía transacciones de acciones en vivo, trucos de juegos, chistes, pronósticos del tiempo, apuestas de caballos y una pequeña cantidad de contenido descargable.
La experiencia que Nintendo adquirió con este esfuerzo condujo directamente al despliegue de la red satelital Satellaview para la Super Famicom a principios de la década de 1990. Nintendo eventualmente se involucraría en redes basadas en Internet, a través del 64DD y su servicio Randnet, el GameCube, el Game Boy Advance Cable, el DS Download Play de Nintendo DS, el WiiConnect24 de Wii y su tienda, el DSi Shop de Nintendo DSi y el Nintendo Network para Nintendo 3DS, Wii U y Switch.

## Historia

### Desarrollo
A partir de mediados de 1987, el presidente de Nintendo, Hiroshi Yamauchi, solicitó la exploración de una asociación con la compañía financiera Nomura Securities para crear un servicio de red de información en Japón basado en la Famicom. Dirigido por Masayuki Uemura, Nintendo Research & Development 2 desarrolló el hardware de módem; y Nomura Securities desarrolló el software de cliente y servidor y la base de datos de información. Uemura advirtió que "no estaban seguros de poder hacer entretenidos los juegos en red". Se desarrollaron cinco prototipos inéditos de juegos habilitados para la red para el sistema, incluido el clásico favorito de Yamauchi, Go.

### Producción

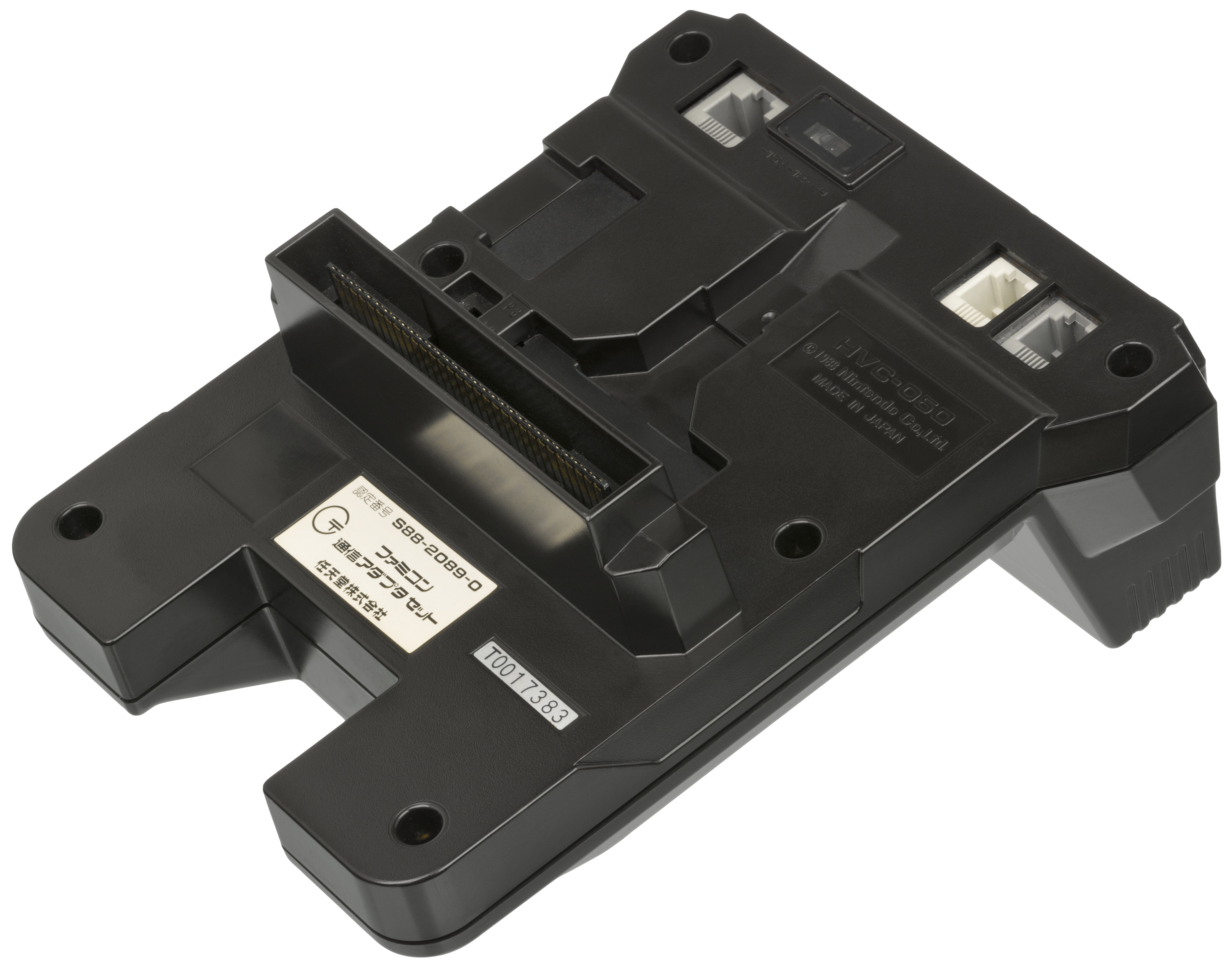
Los conectores de la línea telefónica en la parte inferior del módem.

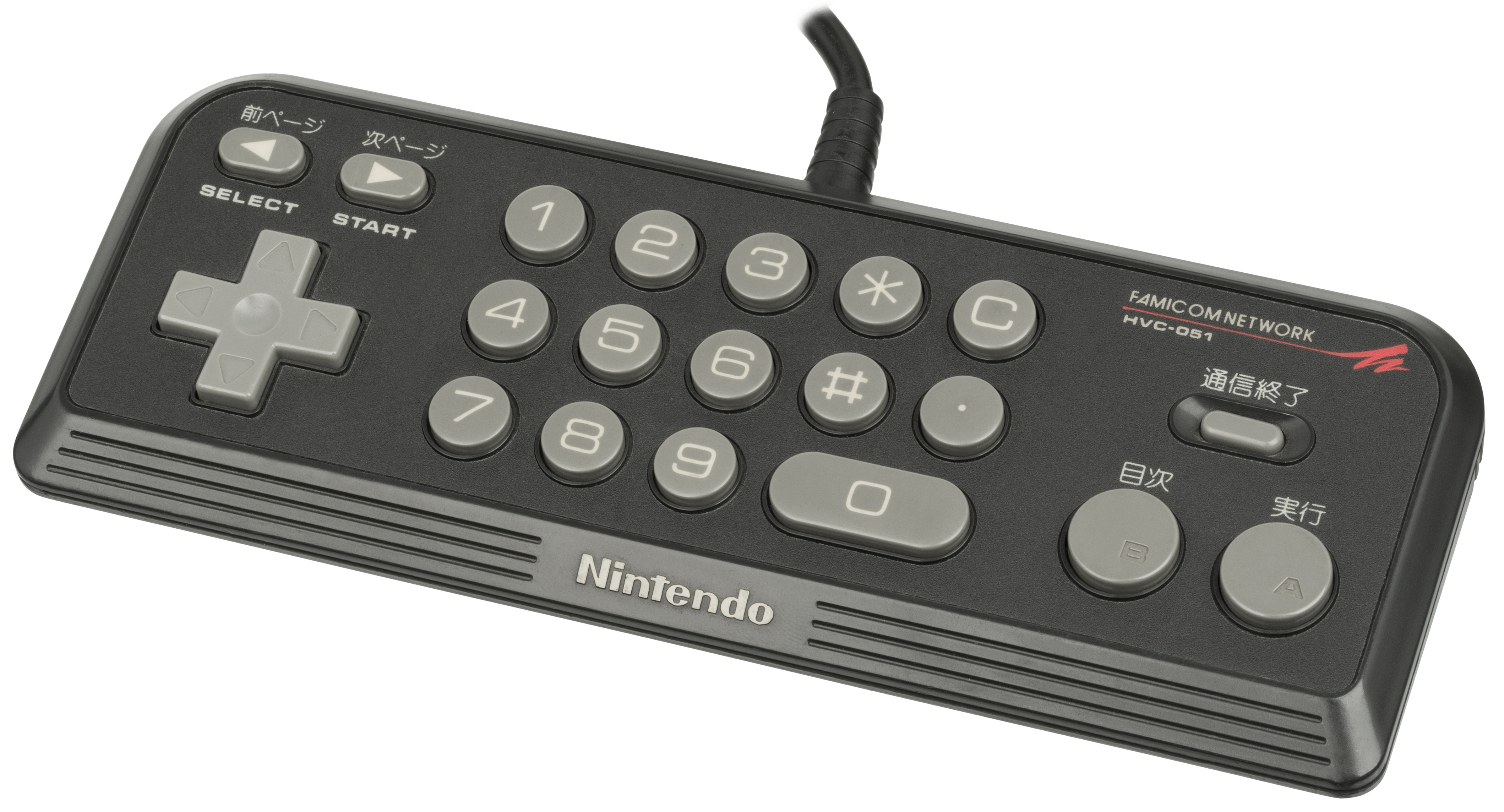
El controlador incluido con el módem.

El Famicom Modem comenzó la producción en serie en septiembre de 1988. El servicio propietario en línea se lanzó pronto el mismo año junto con la nueva pasarela telefónica DDX-TP de Nippon Telegraph y Telephone para su red de paquetes conmutados existente. El lanzamiento de NTT inicialmente sufrió problemas de fiabilidad que Nintendo evaluó minuciosamente en los hogares de los usuarios individuales y rastreó a la red.
La única aplicación final de Nintendo del módem Famicom fue el sistema de 1991 llamado Super Mario Club. Se formó para tiendas de juguetes, donde la Famicom se implementó como un quiosco arcade en red, sirviendo a los consumidores con una base de datos en línea de búsquedas de juegos Famicom, creada por la tienda de miembros. Nintendo realizó estudios de mercado al analizar los comportamientos de búsqueda de los usuarios y recibió directamente los comentarios de los usuarios.
En junio de 1989, el vicepresidente de marketing de Nintendo of America, Peter Main, dijo que Famicom estaba presente en el 37% de los hogares de Japón y que su juego interactivo y su red de stock basada en el módem Famicom habían estado en funcionamiento por algún tiempo.

## Recepción

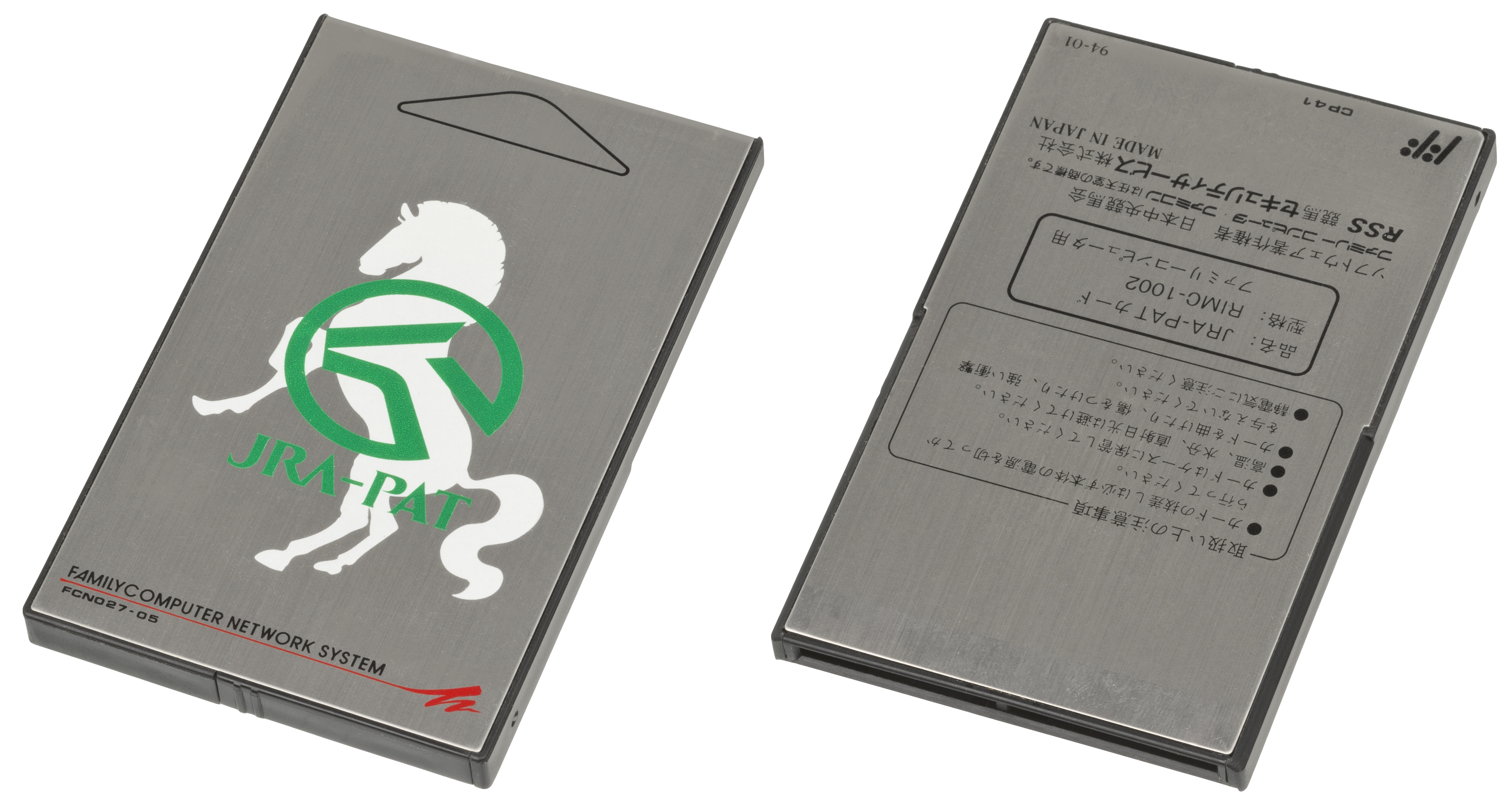
La tarjeta de software para el programa de apuestas de caballos.

Nintendo envió un total de por vida de 130,000 módems Famicom. Incluso después de la resolución de problemas de estabilidad con el lanzamiento de la red NTT, la presencia en el mercado de Modem Famicom fue considerada "débil" durante toda su vida por varias razones: usabilidad del producto; competencia de computadoras personales y otros aparatos; y la naturaleza difícil de la adopción temprana por parte del cliente financiero tecnológicamente deshonesto. Uemura afirmó que la aplicación más popular del sistema era la apuesta en carreras de caballos, con un máximo de 100.000 unidades y capturando el 35% del mercado de apuestas en línea, incluso entre diversas competiciones de PC y dispositivos dedicados de terminales de apuestas de caballos.

### Legado
Queriendo replicar y ampliar el progreso visto con el Modem Famicom en Japón, Nintendo of America comenzó una serie de anuncios abiertos a mediados de 1989 para describir sus conversaciones privadas con AT & T sobre la posibilidad de lanzar un servicio de red de información en Estados Unidos en 1990. Los planes nunca se materializaron.
Un módem para NES fue probado en los Estados Unidos por la Lotería del Estado de Minnesota. Habría permitido a los jugadores comprar tarjetas de rascar y jugar la lotería con sus NES en casa. No fue lanzado en los Estados Unidos porque algunos padres y legisladores expresaron su preocupación de que los menores aprendan a jugar la lotería de manera ilegal y anónima, independientemente de las garantías de Nintendo en contrario. El juego basado en Internet fue prohibido en Minnesota.
El contenido en línea luego se entregaría a los clientes de Nintendo a través del periférico Satellaview de la Super Famicom. Masayuki Uemura, diseñador principal de Famicom Modem en Nintendo Research & Development 2, dijo: "Nuestras experiencias con el módem Famicom provocaron la entrada de Nintendo en el mercado de transmisión de datos satelitales en abril de 1995".